# Edouard Bouwens
Edouard Bouwens (Mechelen, 8 oktober 1840 - Dendermonde, 4 juni 1897) was een Belgische architect. Als stadsarchitect van Dendermonde drukte hij zijn stempel op het uitzicht van de Grote Markt, met name door zijn ingrijpende veranderingen aan het stadhuis en het Vleeshuis. Hij nam daarbij het middeleeuwse beeld van deze gebouwen als uitgangspunt en verwijderde niet alleen aan de buitenkant latere toevoegingen, zoals de het pleisterwerk, de renaissance en barokke elementen van het stadhuis of de monumentale trap in rococostijl aan het Vleeshuis, hij voegde ook nieuwe elementen in middeleeuwse stijl toe om het geheel middeleeuwser te laten lijken. De belforttoren van het stadhuis werd onder meer voorzien van nissen met beelden uit Morleysteen van de heren van Dendermonde.
Bouwens was tevens de eerste bevelhebber van het in 1865 opgerichte brandweerkorps van Dendermonde.